# Tengiz
Tengiz (kazakh : Теңіз, « la mer ») est un gisement pétrolier kazakh, le plus grand déjà en exploitation. Il se situe sur terre ferme, tout près de la côte nord-est de la mer Caspienne. Découvert en 1979, il contient environ 25 Gbbl initialement en place, dont 6 à 9 récupérables, ainsi que d'importantes réserves de gaz. 
Cependant, la teneur en soufre est extrêmement élevée, tant pour le pétrole lui-même (plus de 10 %) que pour le gaz associé. Le gisement se trouve à 3 600 mètres sous le sol, ce qui en fait le plus profond de tous les gisements de taille comparable dans le monde. Ces deux facteurs expliquent que le gisement, très difficile à exploiter, ne fut pas développé par les Soviétiques, qui pouvaient bien plus facilement accroître la production en Sibérie occidentale.
Le développement fut entrepris au début des années 1990 par un consortium mené par l'américaine Chevron. Un procédé de traitement rarement utilisé sur le pétrole brut, la démercaptanisation, fut déployé. Il s'agit d'une réaction catalytique permettant de retirer les thiols, composés chimiques de type R-SH (où R est un radical organique) qui renferment l'essentiel du soufre dans le pétrole brut. Le soufre du gaz associé est lui aussi extrait.
Grâce à ce traitement, le consortium peut vendre un pétrole présentant une teneur en soufre « normale » (0,55 %), alors que le brut tel quel est invendable. Par contre, le soufre élémentaire obtenu s'accumule, formant désormais une montagne de plus de 6 millions de tonnes en 2006, ce qui ne semble pas sans conséquences sur l'environnement local.
Tengiz produit environ 450 kbbl/j. De nouvelles expansions sont prévues, ainsi que la réinjection massive du gaz acide associé. Un maximum de 700 kbbl/j devrait être atteint en 2010.